# Félix Teynard
Félix Teynard, né à Saint-Flour (Cantal) le 14 janvier 1817 et mort à Saint-Martin-le-Vinoux (Isère) le 28 août 1892, est un photographe français.

## Biographie
Ingénieur de formation, Félix Teynard a produit de nombreux calotypes de ses travaux archéologiques en Nubie en ligne et en Égypte en ligne. À partir de 1853, l'éditeur d'art et d'estampes originales Adolphe Goupil va publier des albums avec des photographies dont les travaux de Félix Teynard comptent dans la production de l'éditeur.

## Publications
- Égypte et Nubie : sites et monuments les plus intéressants pour l'étude de l'art et de l'histoire, atlas photographié accompagné de plans et d'une table explicative servant de complément à la grande Description de l'Égypte, Paris, Goupil et Cie, Londres, E. Gambart and Co., 1858[2]

## Collections publiques
- Bibliothèque municipale, Grenoble.
- Centre canadien d'architecture, Montréal
- Bibliothèque nationale de France, département des Estampes et de la Photographie, Paris, Res Pho Ua-203-fol et Res Pho Ua-203 (a)-fol.
- Musée d'Orsay, Paris[3].
- Metropolitan Museum of Art (MoMA), New York[4].
- Montréal, Centre canadien d'architecture[5].
- San Francisco, Musée d'art moderne de San Francisco (SFMoMA)[6].

## Expositions
- 2008 : Focus Orient : الشرق : محور الشرق - Orientalist photography from the late 19th and early 20th centuries : a selection from the Thomas Walther collection, Sharjah Art Museum (en), Charjah[7]

photographies d'Émile Béchard, Pascal Sébah, Tancrède Dumas, Frères Zangaki, Wilhelm Hammerschmidt, Félix Teynard, Francis Frith, Hippolyte Arnoux, Félix Bonfils, Gabriel Lekegian, Jean Geiser, Constant Alexandre Famin, Cosmi Sebah, Ludovico Hart, Alexandre Bougault, Lehnert & Landrock, Neurdein, Guillaume Berggren (de), A. Cavilla.